# Psammodius maceki
Psammodius maceki är en skalbaggsart som beskrevs av Rakovic 1994. Psammodius maceki ingår i släktet Psammodius och familjen Aphodiidae. Inga underarter finns listade i Catalogue of Life.